# Djebel Semama
El Djebel Semama o Djebel Semmama —àrab: جبل سمامة, Jabal Samāma— és un massís muntanyós de la part sud-oriental del Dorsal tunisià, uns 15 km al nord-est de Kasserine. Té continuïtat amb el Djebel Toucha, Djebel El Ouest i Djebel Kharbouga, més al nord i nord-oest. En aquesta zona s'han trobat jaciments de gas. La vegetació pateix una forta degradació. La muntanya està regada per l'oued Ez Zioud i altres menors i té una altura màxima de 1.314 metres (la tercera de Tunísia, després del Djebel Chaambi i el Djebel Serj).